# Fort Augustus (Schottland)
Fort Augustus, schottisch-gälisch: Cille Chuimein, ist eine kleine Ortschaft in Schottland mit 621 Einwohnern. Sie liegt am südlichen Ende von Loch Ness. Der Ort ist von Osten über die B862 zu erreichen. Durch Fort Augustus führt die A82 von Glasgow nach Inverness.
Ihren Namen bekam die Siedlung von der Festung Fort Augustus. Diese wurde in den Jahren von 1729 bis 1742 am Treffpunkt der von General George Wade erbauten Militärstraßen durch das Great Glen und über den Corrieyairack Pass errichtet und nach William Augustus, Duke of Cumberland, dem Schlächter von Culloden benannt. 
1867 erwarb Thomas Alexander, 12. Lord Lovat das Fort und nutzte es als Jagdschloss. Sein Sohn, Simon Fraser, 13. Lord Lovat, vermachte das Fort Augustus den Benediktinermönchen. Ab 1876 wurde die Festung zu dem Benediktinerkloster Fort Augustus Abbey umgestaltet. Die letzten Mönche verließen das Kloster im Dezember 1998.
Zu erwähnen ist die fünfstufige Schleuse, die vom zulaufenden Kanal (Kaledonischer Kanal) in den Loch Ness führt.

## Tourismus
Fort Augustus profitiert stark von den vielen Touristen, die auf dem Weg zum Loch Ness diesen Ort von Süden her passieren. Südlich des Ortes liegt die Bridge of Oich. Zudem ist Fort Augustus Etappenziel auf dem Great Glen Way und nach Drumnadrochit der wichtigste Ort des Nessie-Tourismus. 